# Städtekaffee
Als Städtekaffee bezeichnet man einen fair gehandelten Kaffee, der zur Vermarktung in einer Stadt den Namen der Stadt trägt; es sollen lokale Verbundenheit und Identifikation genutzt werden, um neue Konsumenten für den fairen Handel zu gewinnen.
Bei der Umsetzung des Ansatzes „Global denken, lokal handeln“, wie er im Aschaffenburger Partnerkaffee verwirklicht ist, war schon die kürzlich neu formulierte Idee „bio-regional-fair“ enthalten: Fair gehandelter Kaffee (aus ökologischem Anbau) wird von einer regionalen Kaffeerösterei geröstet, verpackt und in der Region der namensgebenden Stadt verkauft. 
Zudem wird mit einem im Preis enthaltenen Spendenbetrag ein humanitäres Hilfsprojekt in einer Partnerstadt im Anbauland dieses Kaffees unterstützt. Der Städtekaffee ist damit ein zentrales Element in der Städtesolidarität.
Die meisten Städtekaffees sind unabhängige Projekte, die von lokalen Eine-Welt-Läden in Kooperation mit Fairhandels-Importorganisationen organisiert werden. Im Gegensatz dazu gibt es aber auch regionale Projekte, bei denen mehrere Städtekaffees zusammen initiiert werden, jede Stadt aber ihr eigenes Design für die Kaffeetüten hat. Das erste regionale Projekt dieser Art war „Der Pott kocht Fair“, an dem 28 Städte aus dem Ruhrgebiet teilnehmen, und welches in drei Jahren einen Gesamtumsatz von 40 Tonnen erreicht hat. Ein weiteres regionales Projekt ist die „Rheinischen Affaire“, an der elf Städte teilnehmen. Unter anderem wegen dieser beiden regionalen Projekte ist Nordrhein-Westfalen das Bundesland mit den meisten Städtekaffees, insgesamt 64.
Als Verkaufsstellen fungieren neben den Eine-Welt-Läden auch Bäckereien, Buchhandlungen, Blumenläden, Kaufhäuser und Supermärkte.
Vorreiter der Städtekaffees waren der ‚Aschaffenburger Partnerkaffee‘ (seit 1994 über 307 Tonnen verkauft), der ‚Würzburger Partnerkaffee‘ (seit 1998) und der ‚Münster Kaffee' (seit 1998).